# Штансштад
Штансштад (нім. Stansstad) — громада  в Швейцарії в кантоні Нідвальден.

## Географія
Громада розташована на відстані близько 70 км на схід від Берна, 4 км на північний захід від Штанса.
Штансштад має площу 9,1 км², з яких на 15,6% дозволяється будівництво (житлове та будівництво доріг), 32,7% використовуються в сільськогосподарських цілях, 49,8% зайнято лісами, 1,9% не є продуктивними (річки, льодовики або гори).

## Демографія
2019 року в громаді мешкало 4624 особи (+4% порівняно з 2010 роком), іноземців було 19,2%. Густота населення становила 510 осіб/км².
За віковим діапазоном населення розподілялося таким чином: 14,7% — особи молодші 20 років, 59,5% — особи у віці 20—64 років, 25,8% — особи у віці 65 років та старші. Було 2210 помешкань (у середньому 2,1 особи в помешканні).
Із загальної кількості 2238 працюючих 54 було зайнятих в первинному секторі, 485 — в обробній промисловості, 1699 — в галузі послуг.